# Mata de Alcántara
Mata de Alcántara – gmina w Hiszpanii, w prowincji Cáceres, w Estramadurze, o powierzchni 33,5 km². W 2011 roku gmina liczyła 328 mieszkańców.